# Freescale 68HC12
Freescale 68HC12 (förkortat 6812 eller HC12) är en 16-bitars mikrokontrollerfamilj från Freescale Semiconductor. Den lanserades i mitten av 1990-talet och var en utveckling av Freescale 68HC11. Program skrivna för HC11 fungerar oftast för HC12, vilken har några extra funktioner. Den första utvecklingen av 68HC12 hade en maximal busshastighet på 8MHz och flashminne upp till 128kB.

## Arkitektur och funktioner
Liksom 68HC11, har 68HC12 två 8-bitars ackumulatorer A och B (A & B tillsammans utgör 16-bitars ackumulator D och möjliggör därigenom 16-bitars operationer), två 16-bitars register X och Y, en 16-bitars programräknare (PC), en 16-bitars stackpekare (SP) och ett 8-bitars statusregister (CCR). HC12 stödjer även avbrott och variabel klockning, och har en AD-omvandlare och en enkel frekvensjusterad utgång.